# HLE 20
De HLE 20 was een type elektrische locomotief die vanaf 1976 werd ingezet door de Belgische spoorwegmaatschappij NMBS. Ze worden ook wel eens de stofzuiger genoemd, aanleiding daarvan is het lawaai van de ventilatoren. 
Er werden tussen 1975 en 1977 vijfentwintig locomotieven van dit type gebouwd; deze kregen de nummers 2001 t/m 2025.
De reeks 20 was onderverdeeld in twee 'sub'-reeksen:
- 2001 - 2007
- 2008 - 2025

## Techniek
De locomotieven waren de enige elektrische zesassers die bij de NMBS in gebruik waren en gebruik maakten van thyristortechnologie. De HLE 18 van Alstom, ook een zesasser, had nog aanzetweerstanden met een Jeumont-Heidmann-schakelwals.
Twee thyristor-chopper (één per draaistel) vormen de bovenleidingsspanning van 3000 V= om naar 950 V= voor de tractiemotoren. Bij zeer lage snelheid gebruikt deze chopper een frequentie van 69 Hz en bij normale snelheid 117 Hz. De HLE 20 beschikt over zes tractiemotoren van ACEC, type LE 772 G; deze hebben een vermogen van 853 kW en een maximale snelheid van 1074 rpm.  De kracht van de motoren wordt overgebracht op de assen via een overbrenging (ACEC type G). De maximale snelheid kon op 225 km/h gebracht worden door het aanpassen van de overbrengingsverhouding.
Het rheostatische remblok is van Oerlikon, type LST403. De blokremmen zijn van het type SAB BF 2.
Deze locomotief had als eerste Belgische locomotief een instelbare snelheid. Het was een beperkt systeem die enkel de tractie onderbrak als die ingestelde snelheid bereikt werd en de tractie hernam als de snelheid daalde. Hoewel de locomotief een krachtige rheostatische rem bezat, werd niet automatisch afgeremd als die snelheid, bijvoorbeeld bij afdalingen, overschreden werd. Het systeem werd niet herhaald bij de later gebouwde locomotieven met gelijkstroommotoren van de reeksen 27-21-11-12. Ook het gebruik van onafhankelijk bekrachtigde tractiemotoren bleef beperkt tot deze reeks.

## Inzet
Doordat een zesasser meer tractie kan leveren was deze locomotief vooral in dienst als zware goederenlocomotief. Aangezien sedert 1 juni 2007 enkel reeks 20 en 13 toegelaten zijn op het Luxemburgse spoorwegnet, reden deze locomotieven met internationale en IC-treinen tussen Brussel en Luxemburg.

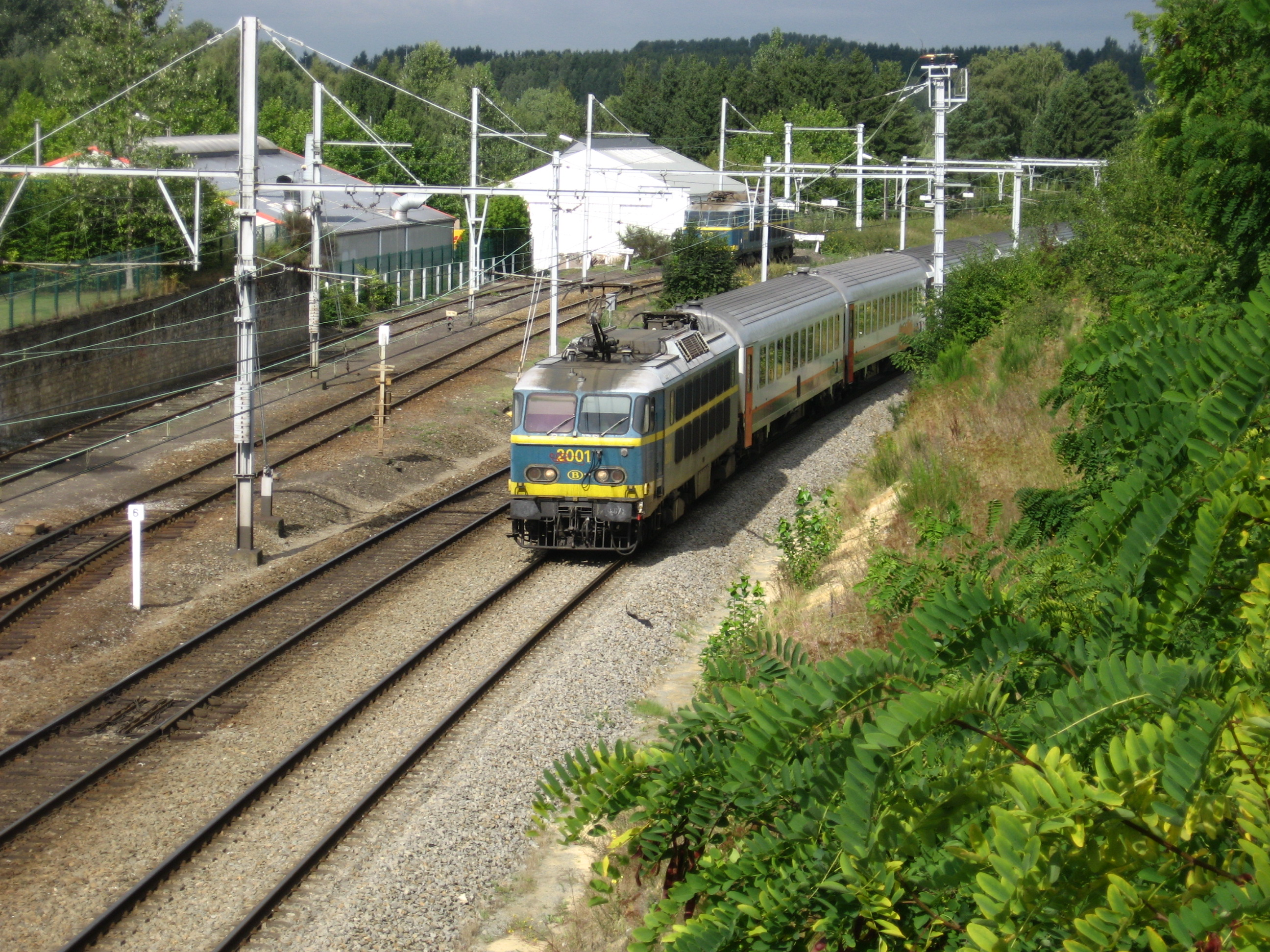
De 2001 met internationale trein bij Aarlen.
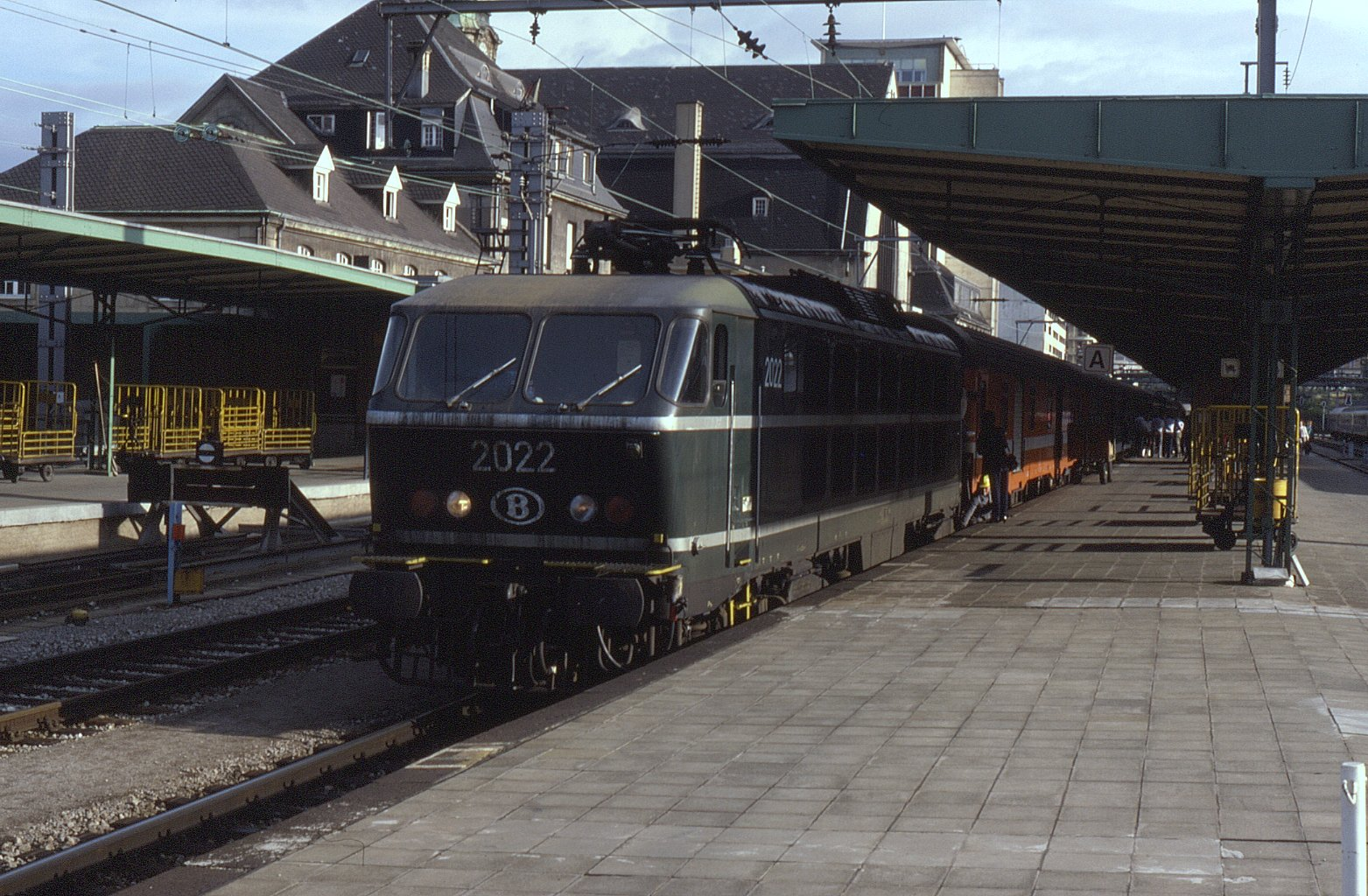
De 2022 in groene kleuren in 1987.
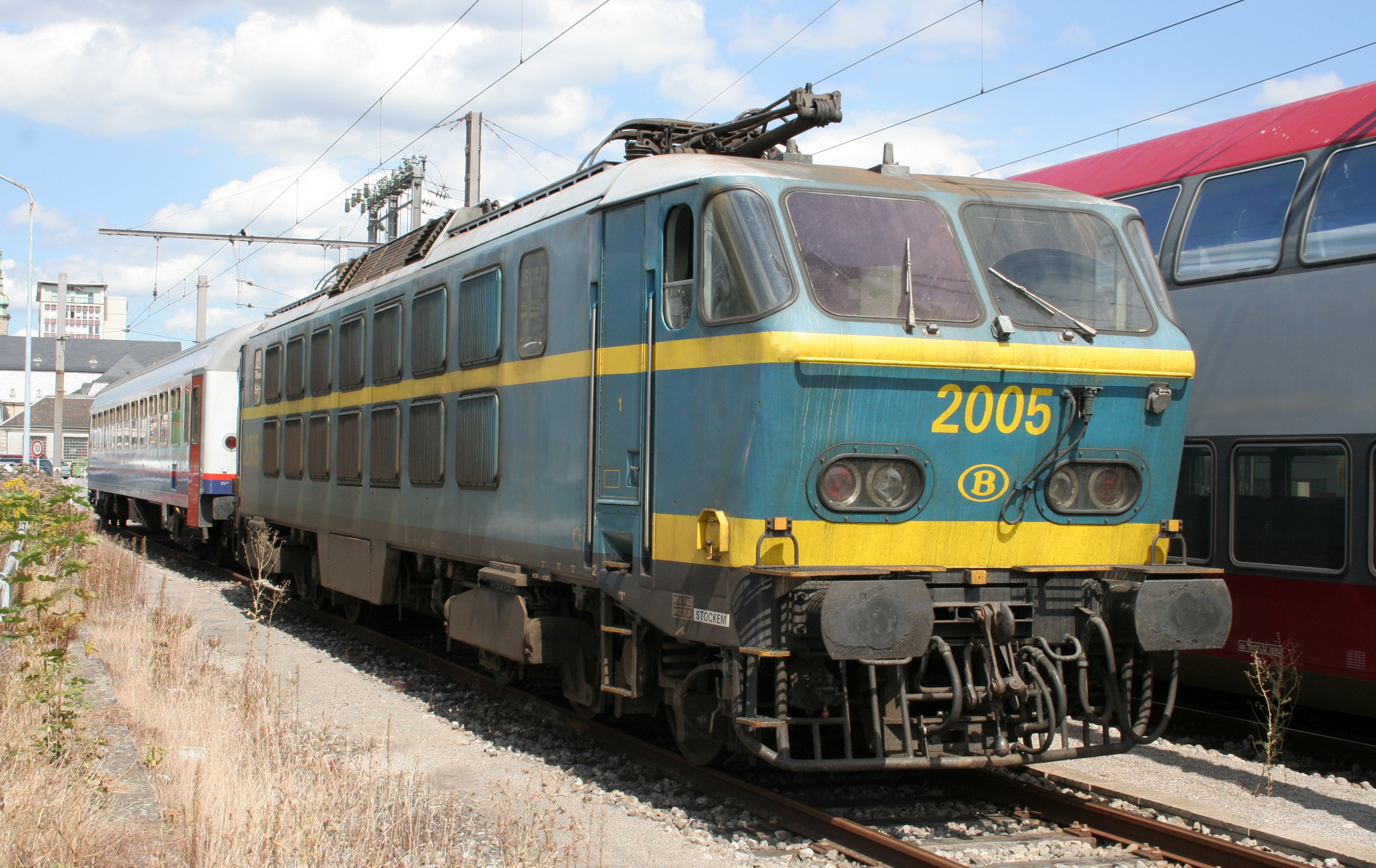
De 2005 te Luxemburg.
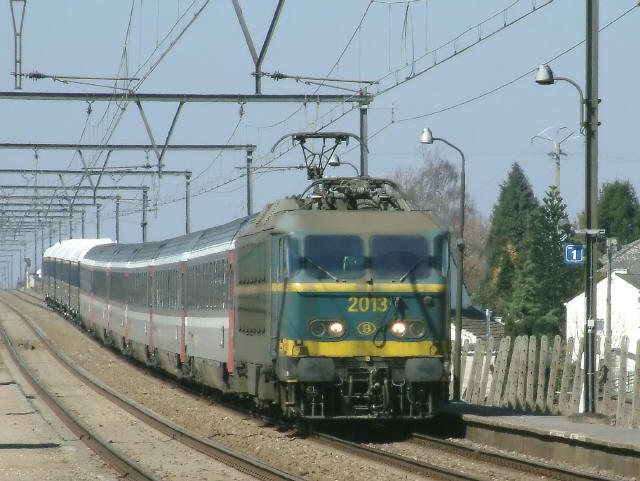
De 2013 met internationale trein.
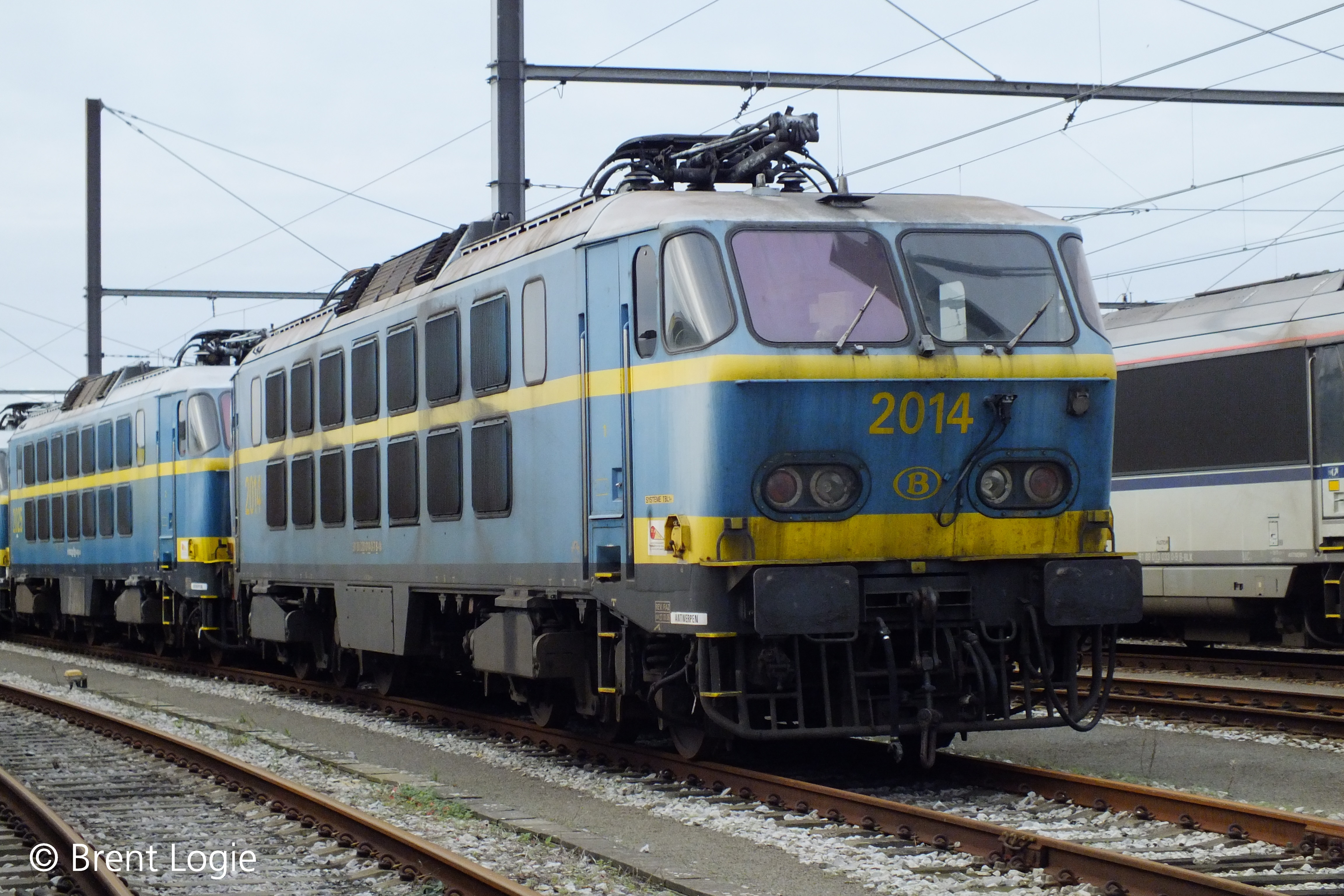
De 2014 en de 2025 te Antwerpen-Noord.
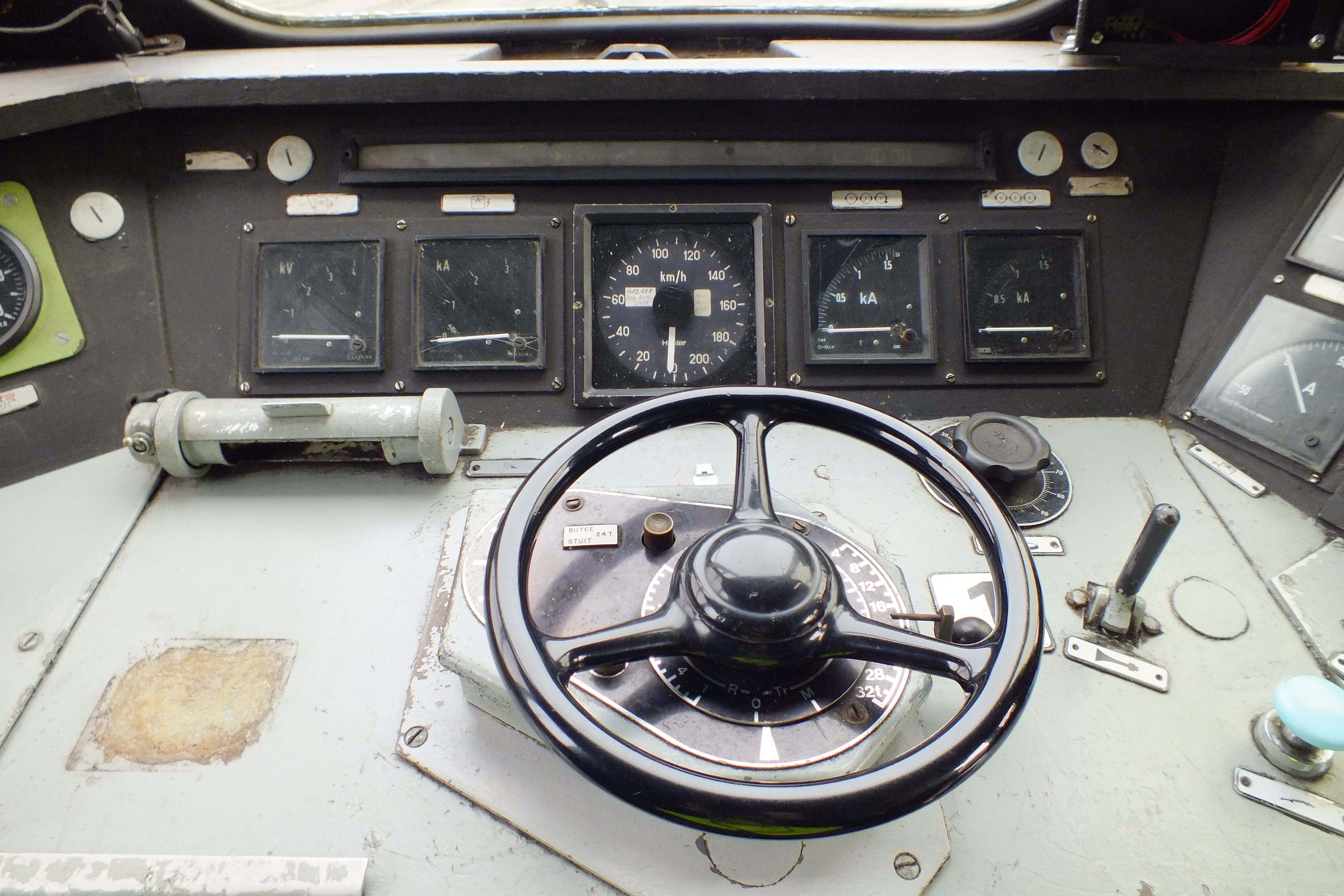
De stuurtafel van een HLE20.

## Afvoer
De 2020 is op 1 oktober 1992 buiten dienst gesteld, nadat deze betrokken raakte bij een ongeval in Hatrival op 13 mei 1992. De andere locomotieven van deze reeks werden buiten dienst gesteld op 31 januari 2013. De 2021 werd bewaard door TSP, de 2001 door de NMBS, de 2005 door CFV3V, de andere exemplaren werden gesloopt. 